# Edrick Floréal
Edrick Bertholan Floréal (* 5. října 1966, Gonaïves, Haiti) je kanadský atlet, který soutěžil v dálce a trojskoku.

## Životopis
V roce 1987 se umístil na 4. místě na Panamerických hrách v trojskoku. Výkon činil 16,55 metrů. V roce 1988 skončil na olympijských hrách v Soulu na 18. místě v disciplíně trojskok. Na Frankofonních hrách 1989 získal ve skoku dalekém zlatou medaili výkonem 7,84 metrů a v trojskoku získal bronz výkonem 16,69 metrů. O rok později na Hrách Commonwealthu získal bronz v disciplíně trojskok. Předvedl osobní rekord 16,89 metrů. Na MS v atletice 1990, na olympijských hrách v Barceloně 1992 a MS v atletice 1993 byl mezi nejhoršími. Přesto na Frankofonních hrách 1994 dokázal vybojovat ještě zlatou medaili v trojskoku. V roce 1995 ukončil kariéru. Aktuálně trénuje překážkářku (světovou rekordmanku) Kendru Harrisonovou.